# Parafia Świętych Konstantyna i Michała w Wilnie
Parafia Świętych Konstantyna i Michała – prawosławna parafia w Wilnie, należąca do eparchii wileńskiej i litewskiej. 
Parafia istnieje od 1913, kiedy została erygowana przy nowo wzniesionej cerkwi Świętych Konstantyna i Michała, jednej z wielu świątyń prawosławnych wzniesionych w Imperium Rosyjskim z okazji trzystulecia dynastii Romanowów. Przestała działać już w dwa lata później, kiedy Wilno zostało zajęte przez wojska niemieckie, a w cerkwi rozlokowano tymczasowy areszt. Po 1921 świątynia była cerkwią pomocniczą parafii Zaśnięcia Matki Bożej. Parafię ponownie zarejestrowały władze radzieckie w 1947. Wówczas należało do niej ok. 300 osób.